# Metodo D'Hondt
Il metodo D'Hondt, chiamato anche metodo Jefferson, fu ideato da Thomas Jefferson e successivamente riformulato dallo studioso belga Victor D'Hondt nel 1878, è un metodo matematico per l'attribuzione dei seggi nei sistemi elettorali che utilizzano il sistema elettorale proporzionale.
Questo sistema prevede che si divida il totale dei voti di ogni lista per 1, 2, 3, 4, 5... fino al numero di seggi da assegnare nel collegio, e che si assegnino i seggi disponibili in base ai risultati in ordine decrescente. Il sistema, da lui ideato, è trattato nel libro Système pratique et raisonné de représentation proportionnelle, edito a Bruxelles.
Tale metodo è stato adottato in numerosi Paesi, tra cui 13 dei 28 stati membri dell'Unione europea (Austria, Belgio, Bulgaria, Croazia, Estonia, Finlandia, Italia, Paesi Bassi, Polonia, Portogallo, Repubblica Ceca, Slovenia, Spagna), l’Albania, la Svizzera, la Turchia, Israele e, pur modificato, anche nella Repubblica di San Marino.
In Italia era usato per l'elezione del Senato fino al 1992 e per le elezioni provinciali, attualmente viene impiegato nella distribuzione dei seggi di minoranza nel consiglio comunale e per il consiglio metropolitano.

## Esempio teorico semplificato
Alle elezioni del Parlamento composto da 8 seggi si presentano cinque partiti. I risultati elettorali sono i seguenti:
- Voti validi: 17800 schede
- Lista A: 5050 preferenze
- Lista B: 4490 preferenze
- Lista C: 3840 preferenze
- Lista D: 2900 preferenze
- Lista E: 1520 preferenze

| Partiti | percentuali | voti |
| ------- | ----------- | ---- |
| Lista A | 28,37%      | 5050 |
| Lista B | 25,22%      | 4490 |
| Lista C | 21,57%      | 3840 |
| Lista D | 16,29%      | 2900 |
| Lista E | 8,54%       | 1520 |

L'applicazione del metodo D'Hondt prevede la formazione di una tabella in cui si dividano i voti ottenuti dai vari partiti per un numero crescente di un'unità, fino all'identificazione decrescente del numero di seggi disponibili (nell'esempio, i numeri divisori dovranno essere quanto basta per ottenere i risultati cercati):
| Numeri divisori | A         | B         | C         | D         | E    |
| --------------- | --------- | --------- | --------- | --------- | ---- |
| 1               | 5050 (1°) | 4490 (2°) | 3840 (3°) | 2900 (4°) | 1520 |
| 2               | 2525 (5°) | 2245 (6°) | 1920 (7°) | 1450      | 760  |
| 3               | 1683 (8°) | 1497      | 1280      | 967       | 507  |
| 4               | 1263      | 1123      | 960       | 725       | 380  |
| 5               | 1010      | 898       | 768       | 580       | 304  |
| 6               | 842       | 748       | 640       | 483       | 253  |
| 7               | 721       | 641       | 549       | 414       | 217  |
| 8               | 631       | 561       | 480       | 363       | 190  |

Vengono dunque evidenziati, come accade nella tabella qui sopra, gli otto numeri più alti presenti nella tabella stessa, essendo otto i deputati da eleggere. Ad ogni casella evidenziata in grassetto corrisponde un candidato eletto. Il Parlamento sarà dunque composto da:
- 3 deputati del partito A
- 2 deputati del partito B
- 2 deputati del partito C
- 1 deputato del partito D
- 0 deputati del partito E

Qualora ci fossero due quozienti uguali, si assegnerebbe un deputato ad entrambi i partiti.

## Formule
Quando tutte le schede elettorali sono state scrutinate, si hanno s seggi da assegnare a p partiti. Si costruisce una tabella di dimensione s x p (nell'esempio s righe e p colonne), nella quale ogni cella contiene un quoziente dato da:
{\displaystyle {\text{quoz}}={\frac {V}{s+1}}}
- V è il numero totale di voti ricevuto da partito p,
- s è il numero di seggi allocato al partito. Il valore iniziale di s è 0 (per tutti i partiti).

I quozienti sono tutti arrotondati per difetto.

## Proporzione approssimativa secondo D'Hondt
Il metodo D'Hondt approssima la proporzionalità minimizzando il rapporto più alto tra seggi / voti tra tutti i partiti.
Questo rapporto è anche noto come rapporto di vantaggio. Per il partito {\displaystyle p\in \{1,\dots ,P\}}, dove {\displaystyle P} è il numero totale di partiti, il rapporto di vantaggio è
{\displaystyle a_{p}={\frac {s_{p}}{v_{p}}},}
dove
{\displaystyle s_{p}} – la quota di seggi del partito {\displaystyle p}, {\displaystyle s_{p}\in [0,1],\;\sum _{p}s_{p}=1},
{\displaystyle v_{p}} – la quota di voti del partito {\displaystyle p}, {\displaystyle v_{p}\in [0,1],\;\sum _{p}v_{p}=1}.
Il più grande rapporto di vantaggio,
{\displaystyle \delta =\max _{p}a_{p},}
cattura quanto sia sovrarappresentato il partito più rappresentato di tutti i partiti. Il metodo D'Hondt assegna i seggi in modo che questo rapporto raggiunga il suo valore più piccolo possibile,
{\displaystyle \delta ^{*}=\min _{\mathbf {s} \in {\mathcal {S}}}\max _{p}a_{p}},
dove {\displaystyle \mathbf {s} =\{s_{1},\dots ,s_{P}\}} è un'assegnazione di seggi scelti dall'insieme di tutti gli assegnazioni consentiti {\displaystyle {\mathcal {S}}}.
Grazie a ciò, il metodo D'Hondt divide i voti in voti esattamente rappresentati proporzionalmente e in voti residui, riducendo al minimo la quantità totale di residui nel processo. 
La frazione complessiva dei voti residui è
{\displaystyle \pi ^{*}=1-{\frac {1}{\delta ^{*}}}}.
I residui della parte {\displaystyle p} sono calcolati come
{\displaystyle r_{p}=v_{p}-(1-\pi ^{*})s_{p},\;r_{p}\in [0,v_{p}],\sum _{p}\,r_{p}=\pi ^{*}}.
Altri metodi ben noti, come Metodo Sainte-Laguë, non minimizzano questa quantità. Invece, questi metodi minimizzano altri indici di sproporzionalità.
Per vedere come funziona, continuiamo con l'esempio dei cinque partiti. A ha ottenuto il 28,4% dei voti, B 25,2%, C 21,6%, D 16,3% e E 8,5%. Il metodo D'Hondt ha assegnato A 37,5% dei seggi, B 25%, C 25%, D 12,5% ed E 0%. La proporzione di vantaggio di A è 1,32, B è 0,99, C 1,16, D 0,77 ed E 0. Pertanto, la frazione complessiva dei voti residui è 1 - 1 / 1,32 = 0,24, o 24%. I voti residui di A sono 0%, di B 6,3%, C 2,7%, D 6,8% ed E 8,5%. I voti rappresentati di A sono 28,4%, B 18,9%, C 18,9%, D 9,5% ed E 0%. La tabella seguente mostra questo.
| Partiti | Percento dei voti | Percento dei seggi | Rapporto di vantaggio | Voti residui | Voti rappresentati |
| ------- | ----------------- | ------------------ | --------------------- | ------------ | ------------------ |
| Lista A | 28,37%            | 37,5%              | 1,32                  | 0%           | 28,37%             |
| Lista B | 25,22%            | 25%                | 0,99                  | 6,31%        | 18,91%             |
| Lista C | 21,57%            | 25%                | 1,16                  | 2,66%        | 18,91%             |
| Lista D | 16,29%            | 12,5%              | 0,77                  | 6,84%        | 9,46%              |
| Lista E | 8,54%             | 0%                 | 0                     | 8,54%        | 0%                 |
| Totale  | 100%              | 100%               |                       | 24,34%       | 75,66%             |

### Riferimenti
1. ↑   Come si elegge il Sindaco e il Consiglio comunale, su www2.po-net.prato.it, 20 agosto 2019. URL consultato il 10 dicembre 2020.
2. ↑   Camera dei deputati, Città metropolitane e province. Autonomie territoriali e finanza locale, su Portale di documentazione parlamentare, 30 settembre 2020. URL consultato il 10 dicembre 2020.
3. ↑   André Sainte-Laguë, La représentation Proportionnelle et la méthode des moindres carrés (PDF), in Annales scientifiques de l'École Normale Supérieure, vol. 27, l'École Normale Supérieure, 1910.
4. ↑   Rein Taagepera and Bernard Grofman, Mapping the indices of seats-votes disproportionality and inter-election volatility, in Party Politics, vol. 9, n. 6.
5. ↑   Juraj Medzihorsky, Rethinking the D'Hondt method, in Political Research Exchange, vol. 1, n. 1, 2019.
6. ↑   Pietro Grilli di Cortona, Cecilia Manzi, Aline Pennisi, Federica Ricca e Bruno Simeone, Evaluation and Optimization of Electoral Systems, SIAM, 1999, ISBN 978-0-89871-422-7.